# Xã North Campbell No. 3A, Quận Greene, Missouri
Xã North Campbell No. 3A (tiếng Anh: North Campbell No. 3A Township) là một xã thuộc quận Greene, tiểu bang Missouri, Hoa Kỳ. Năm 2010, dân số của xã này là 2.241 người.